# Christian Gottlieb Schmid
Christian Gottlieb Schmid (* 3. Mai 1792 in Bickelsberg, Herzogtum Württemberg; † 7. August 1846 in Künzelsau, Königreich Württemberg) war ein deutscher Lehrer und Abgeordneter im württembergischen Landtag als Vertreter des Oberamts Tuttlingen (Schwarzwaldkreis).

## Leben
Christian Gottlieb Schmid war ein Sohn des Pfarrers Immanuel Friedrich Schmid in Bickelsberg. Er arbeitete als Gymnasialprofessor an einem Gymnasium in Stuttgart. 
1833 wurde er für den Wahlkreis Heilbronn (Amt) erstmals in den Württembergischen Landtag gewählt. Dieses Amt übte er bis 1838 aus. 1844 wurde er für das Oberamt Tuttlingen zum zweiten Mal Abgeordneter des Landtags als Nachfolger von Jakob Schnekenburger. Dieses Amt hatte er bis zu seinem Tod 1846 inne. Nachfolger wurde Robert von Mohl.